# U-Bahnhof Muggenhof
Der U-Bahnhof Muggenhof (Abkürzung: MU) ist der 20. U-Bahnhof der Nürnberger U-Bahn und wird von der Linie U1 bedient. Er ist 953 m vom U-Bahnhof Stadtgrenze und 858 m vom U-Bahnhof Eberhardshof entfernt. An den Bahnhof schließt sich Richtung Langwasser ein spitz zu befahrender Gleiswechsel und im Anschluss eine Abstell- und Kehranlage bis zum Bahnhof Eberhardshof an. Der U-Bahnhof ist nach dem im Jahre 1899 eingemeindeten Nürnberger Stadtteil Muggenhof benannt, in dem er liegt. Täglich wird er von rund 7.500 Fahrgästen genutzt (Mo–Fr, 2019).

## Geschichte
Der Bahnhof ist Teil der Hochbahn in der Fürther Straße, die zwischen dem 6. September 1967 und Herbst 1970 in Zusammenhang mit dem Bau des Frankenschnellwegs erstellt wurde. Am 4. November 1970 wurde der Bahnhof zunächst für die Straßenbahn eröffnet und bis zum 20. Juni 1981 von ihr befahren. Wegen des Straßenbahnbetriebes verfügt er über zwei Seitenbahnsteige. Im Anschluss erfolgte die rund einjährige Umbauphase, um das Bauwerk und die Bahnhöfe auf U-Bahn-Standard zu bringen; darunter wurden die Bahnsteige auf 1 m über Schienenoberkante gebracht und Aufzüge nachgerüstet. Am 20. März 1982 wurde der Bahnhof für die U-Bahn eröffnet. Im Sommer 2000 wurde die Hochbahn renoviert und der Bahnhof optisch aufgefrischt. Im Frühjahr 2021 begann eine Generalsanierung aller Hochbauten des U-Bahnhofs. Dabei werden unter anderem sämtliche Betonbauteile renoviert, die Bahnsteige den aktuellen Anforderungen angepasst und auch Gleisanlagen sowie die Leit- und Sicherungstechnik erneuert oder gänzlich neu errichtet. Aktuell (März 2022) wird der Bahnhof saniert, seit 14. März 2022 halten wieder Züge.

## Lage

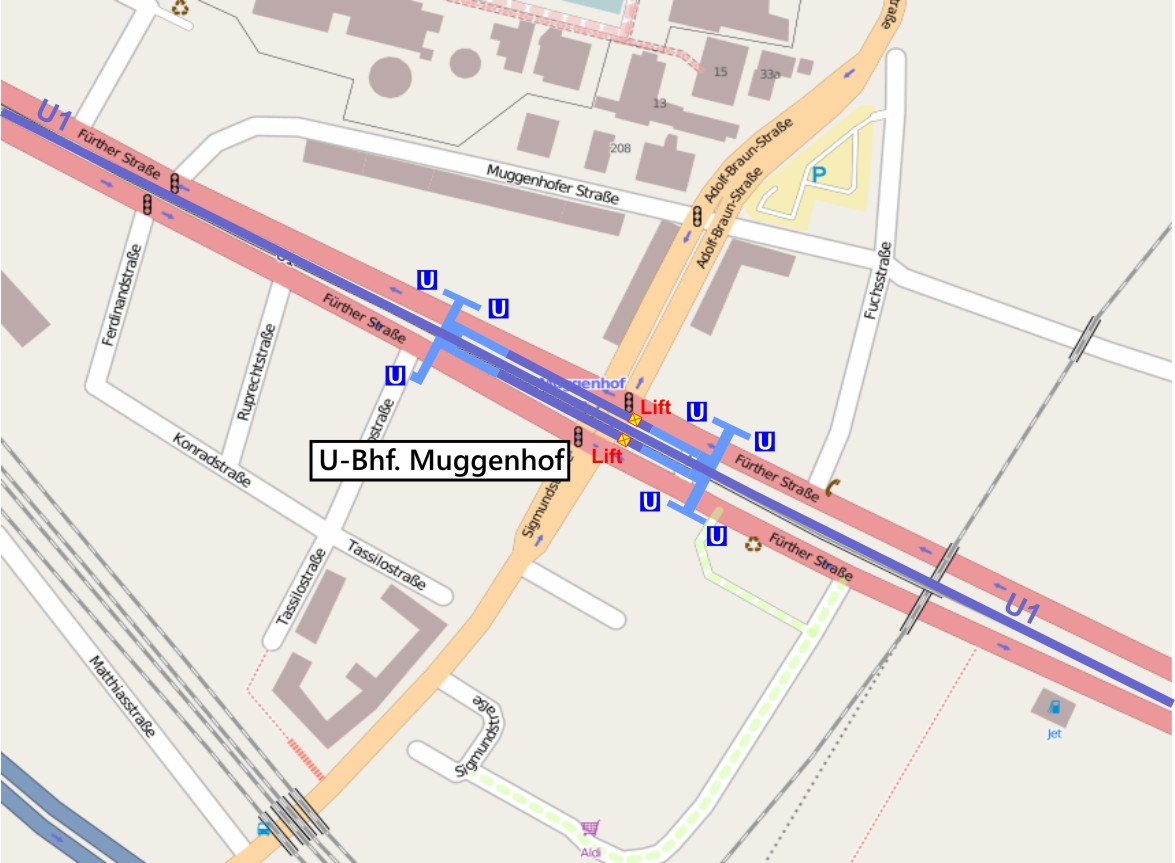
Lageplan U-Bhf. Muggenhof

Der Bahnhof liegt im Nürnberger Stadtteil Muggenhof und erstreckt sich in Hochlage in Ost-West-Richtung über der Kreuzung Fürther-/ Adolf-Braun-/ Sigmundstraße zwischen Fuchs- und Tassilostraße. Von beiden Bahnsteigköpfen führen Abgänge in ein Verteilergeschoss unter und von dort aus jeweils zwei Aufgänge zur Nord- und Südseite der Fürther Straße. Je ein Aufzug führt von jedem Seitenbahnsteig hinunter auf die Mittelinsel östlich der Kreuzung.

## Bauwerk und Architektur
Das Bahnhofsbauwerk befindet sich 6 m über der Straßenoberfläche, ist 169 m lang, 16,56 m breit und 8 m hoch.
Die seitliche Bahnsteigbegrenzung besteht vom Boden bis zur Decke aus einer Milchglaswand, der ein Eisengeländer vorangestellt ist. Das Wellblechdach stützt sich auf 17 Stützen, die sich zwischen den beiden Gleisen auf einer Mauer befinden. Seit der Renovierung sind die Stützen in Gelb und die Mauer in Grau gestrichen.

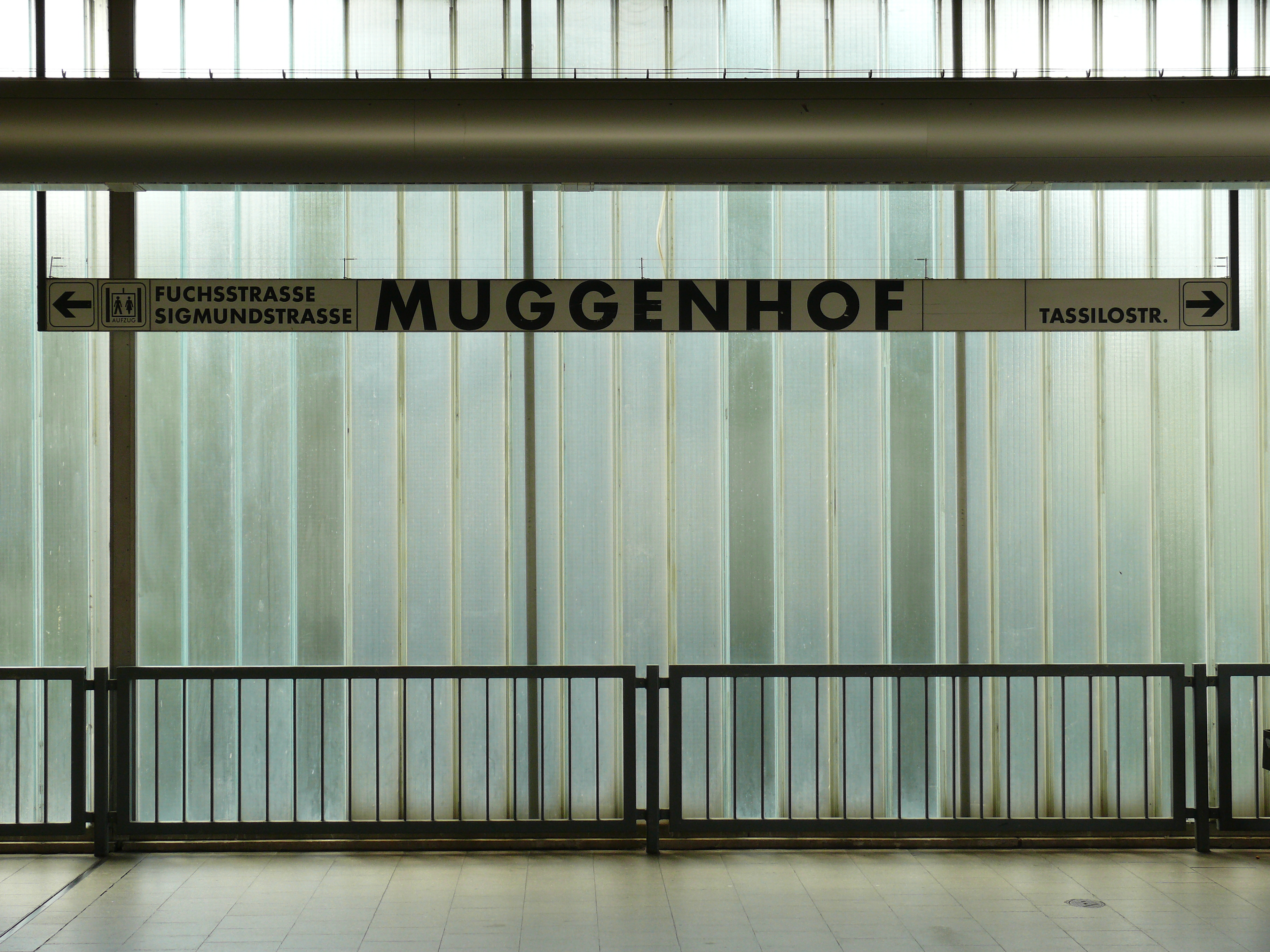
Stationsname an den Milchglaswänden
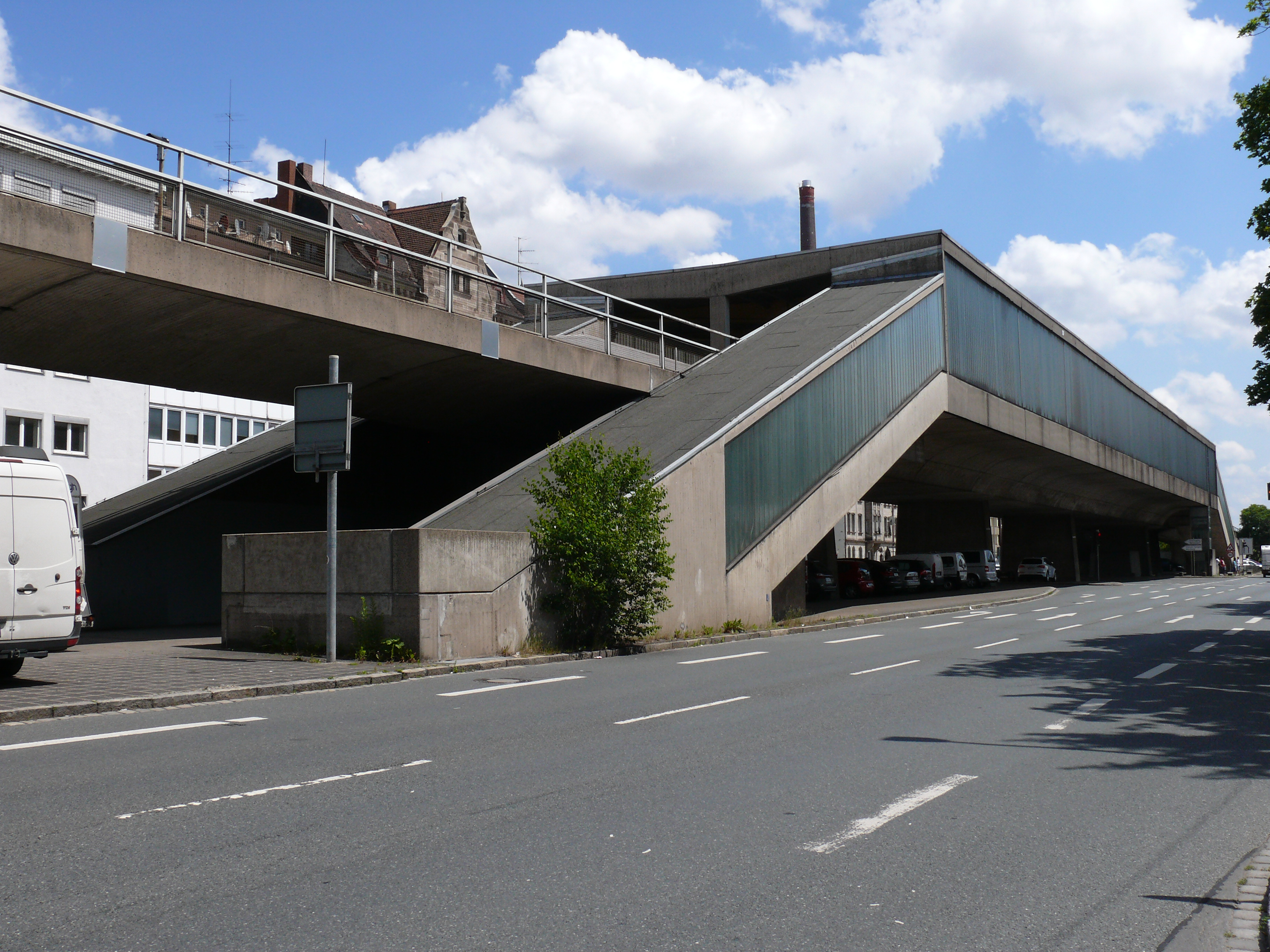
Außenansicht
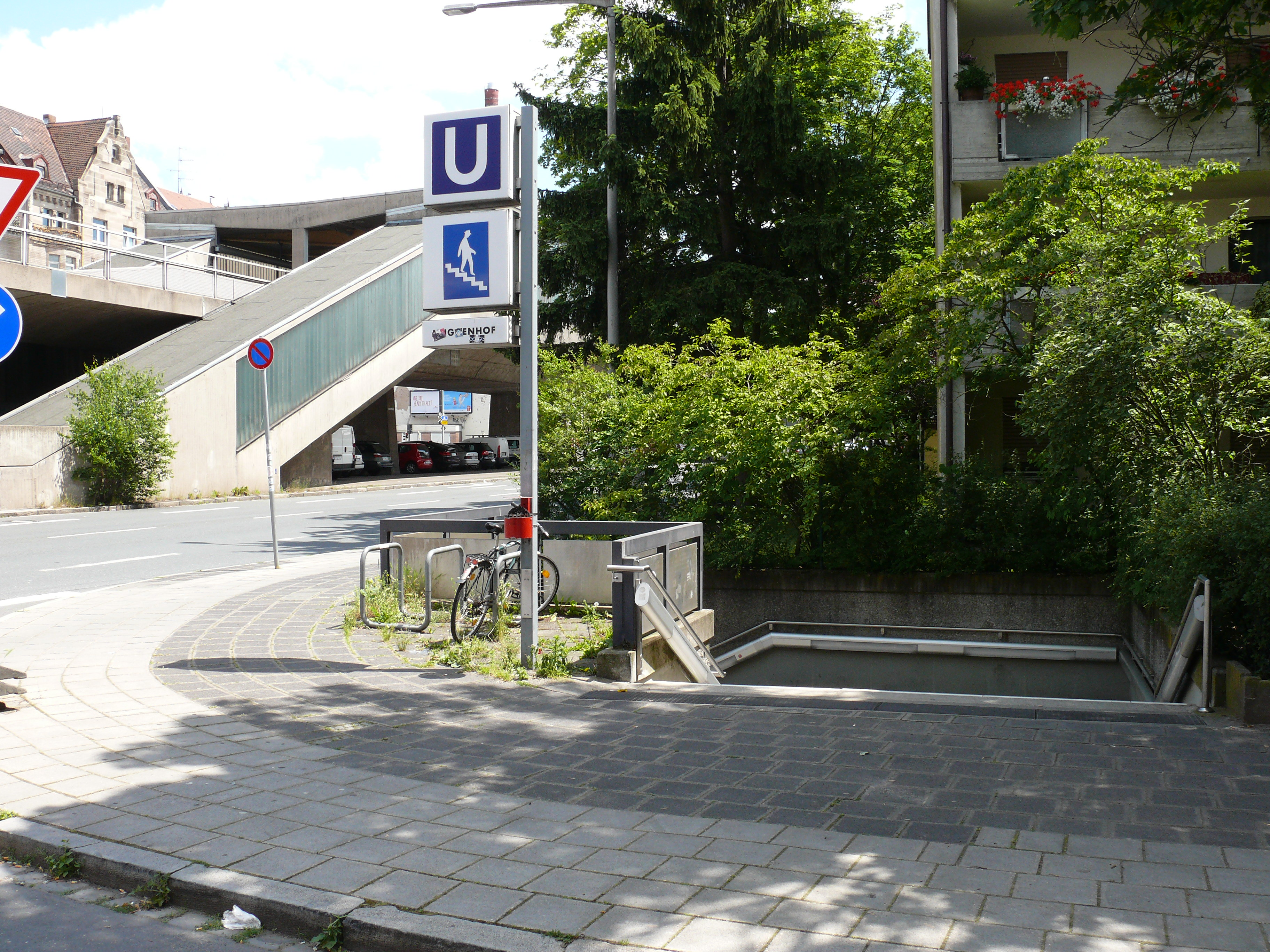
Zugang an der Oberfläche
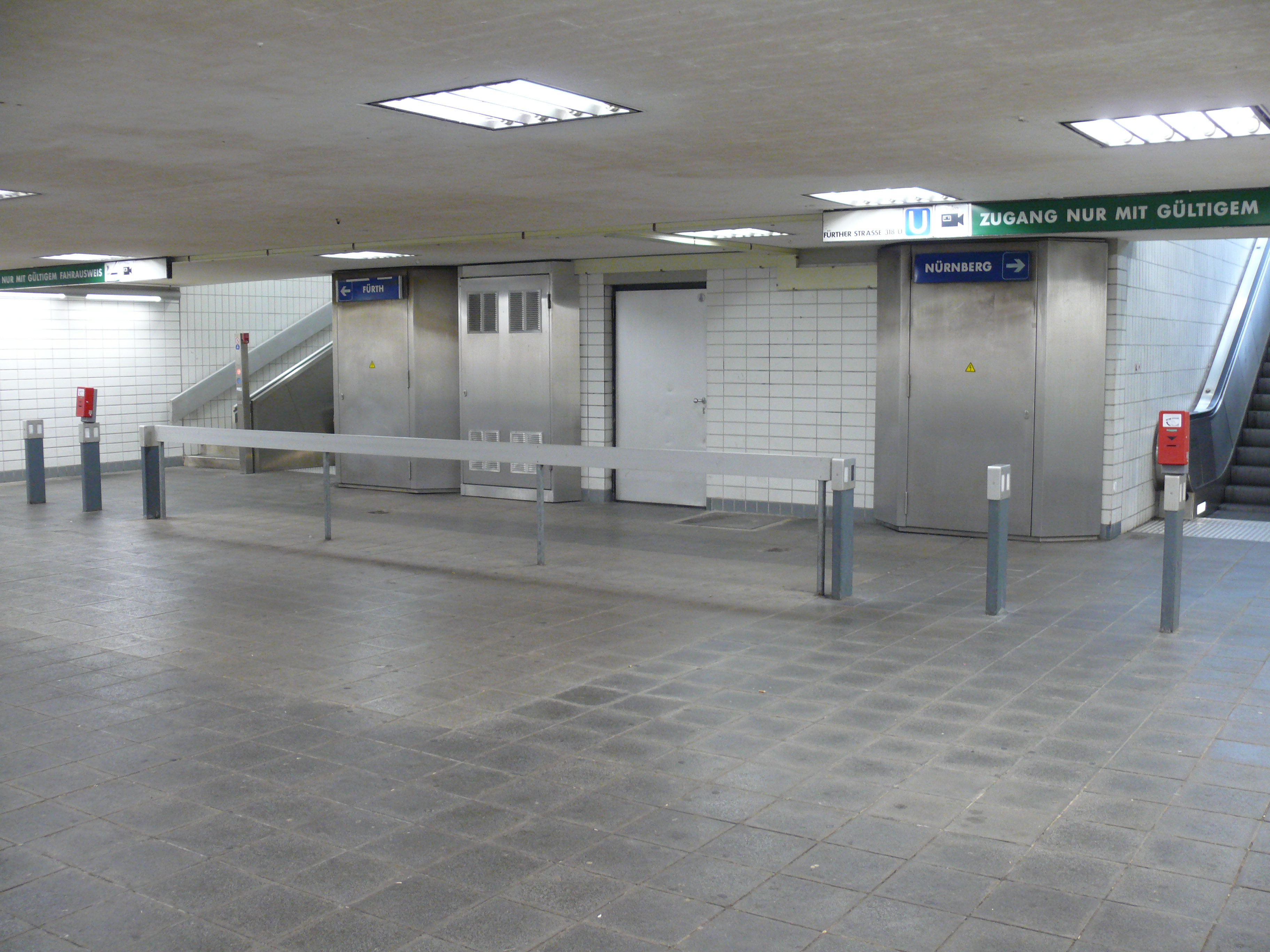
Verteilerebene
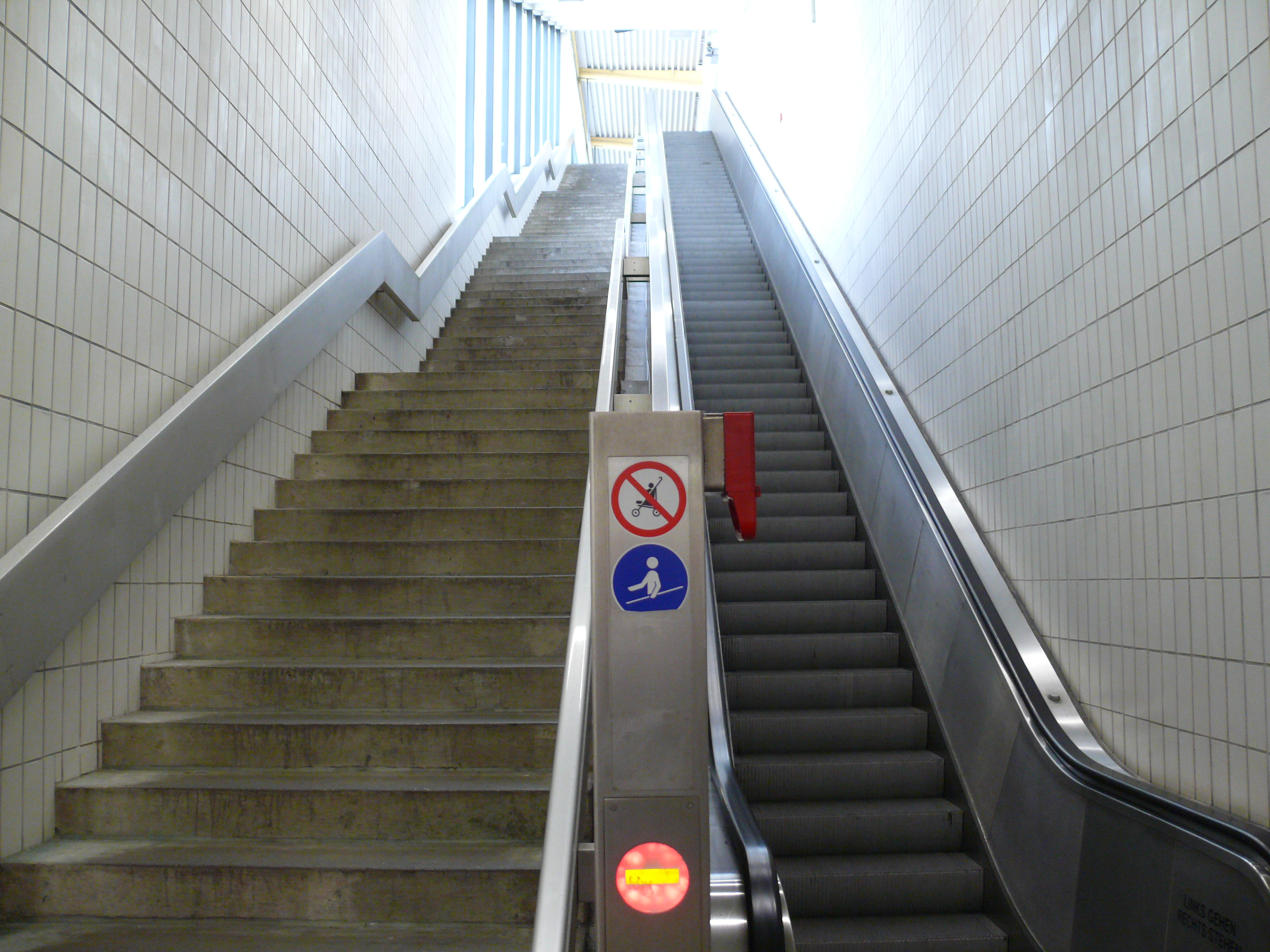
Aufgang vom Verteilergeschoss zur Bahnsteigebene
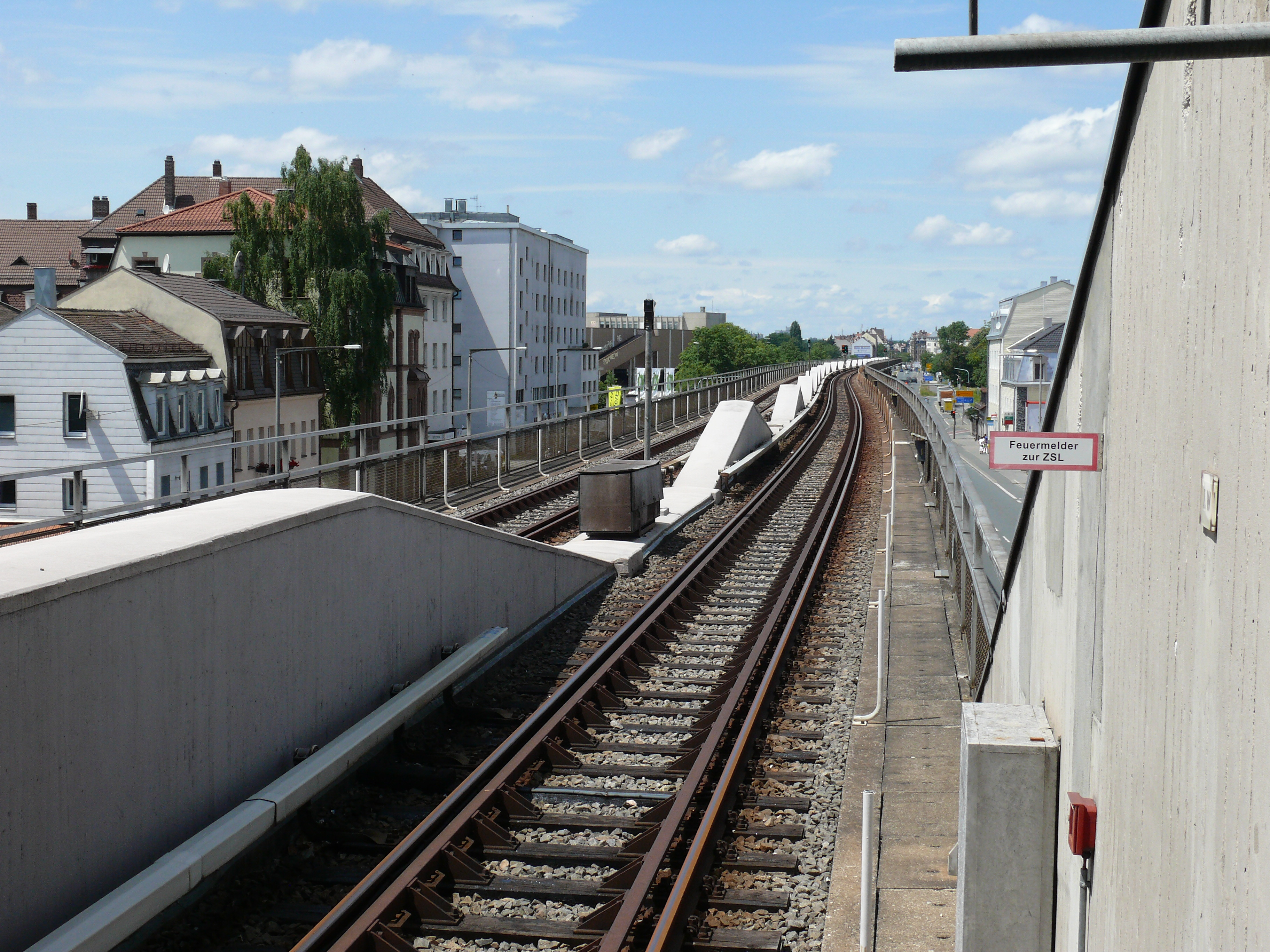
Hochbahntrasse Richtung Fürth

## Haltepunkt Muggenhof
In der Nähe des heutigen U-Bahnhofs existierte auf Höhe der Fuchsstraße der Haltepunkt Muggenhof der Ludwigseisenbahn, die vom Nürnberger Ludwigsbahnhof zum Fürther Ludwigsbahnhof führte. Sein Betrieb wurde am 31. Oktober 1922 inflationsbedingt eingestellt und dessen Gleise am 5. Juni 1925 abgetragen.

## Linien
| Linie | Verlauf | Takt                                                                   |
| ----- | --- | ---------------------------------------------------------------------- |
| U1    | Langwasser Süd – Gemeinschaftshaus – Langwasser Mitte – Scharfreiterring – Langwasser Nord – Messe – Bauernfeindstraße – Hasenbuck – Frankenstraße – Maffeiplatz – Aufseßplatz – Hauptbahnhof – Lorenzkirche – Weißer Turm – Plärrer – Gostenhof – Bärenschanze – Maximilianstraße – Eberhardshof – Muggenhof – Stadtgrenze – Jakobinenstraße – Fürth Hauptbahnhof – Rathaus – Stadthalle – Klinikum – Hardhöhe Stand: Fahrplanwechsel Dezember 2023 | 5–7 min (montags–freitags) 6–7 min (samstags) 10 min (sonn-/feiertags) |

Der Bahnhof wird von den U-Bahn-Linie U1 bedient. Am Wochenende und vor Feiertagen verkehrt auch die Nachtbuslinie N9.